# Guadalajara (miasto w Hiszpanii)
Guadalajara – miasto w środkowej Hiszpanii, w regionie Kastylia-La Mancha, liczące ok. 84 tysiące mieszkańców (2008). Stolica administracyjna prowincji Guadalajara, ośrodek przemysłowy, handlowy i turystyczny.

## Historia
W starożytności osada iberyjska, później rzymska - znana jako Arriaca. W 714 r. przejęta przez Maurów, następnie w Kastylii.
18 maja 1937 r. wojska generała Franco poniosły porażkę w bitwie z republikanami pod Guadalajarą.

## Zabytki
- Pałac Infantados z XV wieku wpływowej rodziny Mendoza w stylu mudejar.
- fasada ozdobiona kamiennymi występami w kształcie piramid, emblematami herbowymi oraz wizerunkami „dzikusów”. Bogato zdobione patio z ciekawymi krużgankami.

## Sport
- CD Guadalajara – klub piłkarski

## Miasta partnerskie
- Livorno, Włochy
- Roanne, Francja
- Parma, Włochy
- Guadalajara, Meksyk
- Nitra, Słowacja
- Nuneaton and Bedworth, Wielka Brytania
- Guadalajara de Buga, Kolumbia
- Nowy Sącz, Polska